# القيروان (الكويت)
القيروان، منطقة من مناطق محافظة العاصمة في الكويت، سميت بهذا الاسم نسبة إلى مدينة القيروان التاريخية، والتي تقع في تونس.
وتقع المنطقة غرب مدينة الكويت، وكان اسمها المؤقت القديم جنوب الدوحة، وهي من حيث الموقع يحدها من الشمال منطقة الدوحة، ومن الشرق الصليبيخات، ومن الجنوب منطقة الدائري الخامس، ومن الغرب منطقة وصلة الدوحة السريعة.
تتكون المنطقة من ثلاث قطع فقط، وهي صغيرة الحجم وبيوتها قسائم، ويوجد بها فرعين للجمعية التعاونية في قطعة 1،3 حيث تم استثناء قطعة 2 من توزيع الأفرع لأن الجمعية الرئيسية بها.
و يوجد بها 6 مدارس ثلاثاً للذكور وكذلك للأناث وتشمل جميع المراحل التعليمية من ابتدائي ومتوسط وثانوي. وأيضا عددا من رياض الأطفال وفي كل قطعه روضة واحدة. وبها مخفر شرطة واحد.